# یانیس لوسیس
یانیس لوسیس (انگلیسی: Jānis Lūsis؛ زادهٔ ۱۹ مهٔ ۱۹۳۹ – درگذشته ۲۹ آوریل ۲۰۲۰) پرتاب‌گر سابق نیزه اهل لتونی بود.